# Proprioseius aculeatus
Proprioseius aculeatus är en spindeldjursart som beskrevs av Moraes och Denmark 1999. Proprioseius aculeatus ingår i släktet Proprioseius och familjen Phytoseiidae. Inga underarter finns listade i Catalogue of Life.